# Memoriał Józefa Żylewicza 2025
53. Memoriał Józefa Żylewicza – mityng lekkoatletyczny, który odbył się w Gdańsku 14 maja 2025 na stadionie GOS przy al. Grunwaldzkiej 244. Zawody zorganizował klub lekkoatletyczny Lechia Gdańsk. Podczas memoriału rozegrano mistrzostwa Polski U20 i U23 w biegu na dystansie 5000 m.
Dla zawodników zajmujących pierwsze trzy miejsca przeznaczone były nagrody pieniężne o puli w wysokości do 2100 zł na konkurencję. Zawodom głównym towarzyszyły bieg armatorów oraz zawody paraolimpijczyków: wózki, handbike, framerunning i pchnięcie kulą w ramach PFRON Cup.

## Rezultaty

### Mężczyźni
| Konkurencja:                             | 1. miejsce                                | Rezultat | 2. miejsce                                     | Rezultat | 3. miejsce                                | Rezultat |
| Bieg na 100 m                            | Damian Opuszewicz AZS AWFiS Gdańsk        | 10,65    | Marek Zakrzewski AML Słupsk                    | 10,80    | Khalid Wadi Adoum Katar                   | 10,81    |
| Bieg na 200 m                            | Karol Zalewski AZS UWM Olsztyn            | 21,01    | Khalid Wadi Adoum Katar                        | 21,57    | Jakub Śliwa AZS UWM Olsztyn               | 21,66    |
| Bieg na 400 m                            | Samer Moosa Hassan Katar                  | 48,47    | Łukasz Zaczyk MKS-MOSM Bytom                   | 48,95    | Jan Stańczuk AZS AWF Warszawa             | 49,85    |
| Bieg na 800 m                            | Karol Makiła GKS Cartusia Kartuzy         | 1:50,02  | Jan Wawrzkowicz OŚ AZS Poznań                  | 1:50,43  | Kacper Skibiak WKS Oleśniczanka Oleśnica  | 1:51,83  |
| Bieg na 1500 m                           | Michał Gajdus LKB im. Braci Petk Lębork   | 3:49,74  | Mateusz Zakrzewski SKLA Sopot                  | 3:52,59  | Aleksander Okruciński Wejher Wejherowo    | 3:53,29  |
| Bieg na 5000 m (mistrzostwa Polski U-20) | Jakub Abramczyk RLTL GGG Radom            | 14:56,72 | Antoni Jarosz Pomorze Stargard                 | 14:57,75 | Mateusz Nijakowski AZS AWF Warszawa       | 14:58,36 |
| Bieg na 5000 m (mistrzostwa Polski U-23) | Kamil Herzyk SLiS Just Team Bielsko-Biała | 13:31,72 | Maciej Megier SKLA Sopot                       | 13:46,83 | Szymon Skalski AZS AWFiS Gdańsk           | 13:47,84 |
| Chód na 5000 m                           | Dominik Barbużyński KL Lechia Gdańsk      | 22:54,08 | Kryspin Garski ULKS Talex-Borysław Borzytuchom | 24:32,42 | Sebastian Karpiński RK Athletics Warszawa | 24:33,17 |
| Skok w dal                               | Tobiasz Butra AZS AWFiS Gdańsk            | 7,00     | Kewin Małek AZS AWFiS Gdańsk                   | 6,23     | Jakub Ciesielski AZS AWFiS Gdańsk         | 5,74     |
| Trójskok                                 | Jakub Bracki MKS Aleksandrów Łódzki       | 15,67    | Dawid Krzemiński RLTL GGG Radom                | 15,53    | Kewin Małek AZS AWFiS Gdańsk              | 14,41    |
| Pchnięcie kulą                           | Wojciech Marok AZS UWM Olsztyn            | 17,11    | Damian Rodziak LUKS Orkan Września             | 15,41    | Marcin Gąsiorowski AZS AKF Kraków         | 15,16    |
| Rzut dyskiem                             | Oskar Stachnik AZS UMCS Lublin            | 59,72    | Wojciech Lewkowicz MKL Szczecin                | 56,17    | Damian Rodziak LUKS Orkan Września        | 55,04    |

### Kobiety
| Konkurencja:                             | 1. miejsce                                        | Rezultat | 2. miejsce                                  | Rezultat | 3. miejsce                               | Rezultat |
| Bieg na 100 m                            | Aleksandra Piotrowska AZS AWFiS Gdańsk            | 11,61    | Anna Matuszewicz MKL Toruń                  | 11,83    | Kamila Sobczyk AZS AWFiS Gdańsk          | 12,11    |
| Bieg na 200 m                            | Karolina Łozowska AZS AWF Warszawa                | 24,15    | Adrianna Janowicz-Półtorak AZS UMCS Lublin  | 24,19    | Aleksandra Belowska AZS AWFiS Gdańsk     | 24,23    |
| Bieg na 800 m                            | Natalia Kopeć OŚ AZS Poznań                       | 2:12,32  | Zofia Szyderska Iskra Białogard             | 2:13,00  | Kalina Urbaniak Energetyk Poznań         | 2:13,77  |
| Bieg na 1500 m                           | Lena Maciejewska Energetyk Poznań                 | 4:24,62  | Anna Jędrzejczyk Energetyk Poznań           | 4:26,41  | Martyna Karolczuk CWZS Zawisza Bydgoszcz | 4:26,98  |
| Bieg na 5000 m (mistrzostwa Polski U-20) | Zuzanna Wiernicka RKS Łódź                        | 16:28,40 | Oliwia Kopeć AZS AWF Warszawa               | 16:55,24 | Klara Strząbała Passion First Warszawa   | 17:20,77 |
| Bieg na 5000 m (mistrzostwa Polski U-23) | Katarzyna Nowakowska AML Słupsk                   | 15:50,47 | Katarzyna Napiórkowska LKS Maków Mazowiecki | 15:56,87 | Paulina Stempniak OŚ AZS Poznań          | 16:12,30 |
| Chód na 5000 m                           | Izabela Krzyżanowska ALKS AJP Gorzów Wielkopolski | 24:07,99 | Kinga Waleriańczyk Sztorm Kołobrzeg         | 24:36,01 | Julia Czajka Hermes Gryfino              | 26:50,20 |
| Skok w dal                               | Kinga Burczyc AZS AWFiS Gdańsk                    | 5,88     | Joanna Bujarowicz SKLA Sopot                | 5,73     | Natalia Świątkowska AZS AWFiS Gdańsk     | 5,42     |
| Pchnięcie kulą                           | Martyna Karwowska Podlasie Białystok              | 14,80    | Kinga Jackowska Jurand Szczytno             | 14,58    | Joanna Marszelewska Jurand Szczytno      | 13,01    |
| Rzut dyskiem                             | Daria Zabawska AZS UMCS Lublin                    | 61,65    | Weronika Muszyńska AZS UMCS Lublin          | 57,48    | Joanna Marszelewska Jurand Szczytno      | 50,15    |
| Rzut oszczepem                           | Małgorzata Maślak-Glugla ULKS Tychowo             | 52,95    | Magdalena Banasiewicz Sokół Węgorzewo       | 52,82    | Marleen Baas SKLA Sopot                  | 42,00    |